# Janis Moser
Janis Jérôme „J. J.“ Moser (* 6. Juni 2000 in Biel/Bienne) ist ein Schweizer Eishockeyspieler, der seit Juni 2024 bei den Tampa Bay Lightning in der National Hockey League (NHL) unter Vertrag steht. Zuvor verbrachte der Verteidiger drei Jahre bei den Arizona Coyotes. Moser gilt als grosses Talent im Schweizer Eishockey.

## Karriere
Moser begann seine Eishockeykarriere beim EHC Biel in seiner Geburtsstadt. In der Juniorenzeit lief er für einzelne Spiele auch für den EHC Zuchwil Regio und den HC Tramelan auf. Beim EHC Biel gelang dem Verteidiger ab Mai 2018 der Sprung in der Profimannschaft  in der National League. Sein Debüt in der höchsten Schweizer Liga gab er bereits zuvor im Januar 2018. Im NHL Entry Draft 2021 wurde er in der zweiten Runde an insgesamt 60. Position von den Arizona Coyotes ausgewählt und von dem Team im August 2021 mit einem Einstiegsvertrag ausgestattet. Im Oktober desselben Jahres debütierte der Schweizer in Arizonas Farmteam, den Tucson Roadrunners, in der American Hockey League (AHL). Ende Dezember 2021 kam er dann auch zu seinem Einstand für die Coyotes in der National Hockey League (NHL), wo er bis zum Ende der Saison 2021/22 letztlich 43 Partien bestritt und dabei 15 Scorerpunkte verzeichnete. Mit Beginn der Spielzeit 2022/23 etablierte er sich dann im Aufgebot der Coyotes und bestritt alle 82 Saisonspiele, wobei ihm 31 Punkte gelangen.
Mit den Coyotes vollzog er nach der Saison 2023/24 den Umzug nach Salt Lake City, wo das Team zunächst im Übergangsjahr als Utah Hockey Club firmierte. Er allerdings wurde bereits im Juni 2024 samt Conor Geekie, einem Zweitrunden-Wahlrecht im NHL Entry Draft 2025 sowie einem Siebtrunden-Wahlrecht im NHL Entry Draft 2024 an die Tampa Bay Lightning abgegeben, die ihrerseits Michail Sergatschow nach Utah schickten.

### International
Moser kam im Juniorenbereich bei der U18-Junioren-Weltmeisterschaft 2018 sowie den U20-Junioren-Weltmeisterschaften 2019 und 2020 zum Einsatz. Bereits in der Saison zuvor schaffte der Bieler gar den Sprung an die Weltmeisterschaft 2019. Nach einem einjährigen pandemiebedingten Unterbruch wurde Moser bei der Weltmeisterschaft 2021 zum zweiten Mal für die A-Nationalmannschaft bei einem internationalen Turnier aufgeboten. Es folgten weitere Teilnahmen in den Jahren 2022 und 2023. Bei den Welttitelkämpfen 2025 gewann er mit der Mannschaft schliesslich die Silbermedaille.

## Erfolge und Auszeichnungen
- 2025 Silbermedaille bei der Weltmeisterschaft

## Karrierestatistik
Stand: Ende der Saison 2024/25

### International
Vertrat die Schweiz bei:
| - Ivan Hlinka Memorial Tournament 2017 - U18-Junioren-Weltmeisterschaft 2018 - U20-Junioren-Weltmeisterschaft 2019 - Weltmeisterschaft 2019 - U20-Junioren-Weltmeisterschaft 2020 | - Weltmeisterschaft 2021 - Weltmeisterschaft 2022 - Weltmeisterschaft 2023 - Weltmeisterschaft 2025 |

(Legende zur Spielerstatistik: Sp oder GP = absolvierte Spiele; T oder G = erzielte Tore; V oder A = erzielte Assists; Pkt oder Pts = erzielte Scorerpunkte; SM oder PIM = erhaltene Strafminuten; +/− = Plus/Minus-Bilanz; PP = erzielte Überzahltore; SH = erzielte Unterzahltore; GW = erzielte Siegtore; 1 Play-downs/Relegation; Kursiv: Statistik nicht vollständig)